# Indiana Jones and the Last Crusade: The Graphic Adventure
Indiana Jones and the Last Crusade: The Graphic Adventure is een computerspel uit 1989, gebaseerd op de film Indiana Jones and the Last Crusade. Officieel bevat de titel van het spel niet het toevoegsel “The Graphic Adventure”, maar dit wordt over het algemeen gebruikt om het spel te onderscheiden van het eveneens in 1989 uitgebrachte actiespel.

## Verhaal
Het spel volgt nauwkeurig het verhaal uit de film. Aan het begin verovert Indiana het kruis van Coronado. Vervolgens krijgt hij te horen over de Heilige Graal en dat zijn vader, Henry Jones, wordt vermist.
In de levels erop reist Indy af naar bekende locaties uit de film zoals de Venetiaanse catacomben en kasteel Brunwald. Uiteindelijk bereikt de speler de tempel in de vallei van de Crescent Moon, alwaar de graal verborgen is.
Enkele elementen uit de film, zoals de Brotherhood of the Grail, de achtervolging in Venetië en het gevecht in de woestijn zijn niet in het spel verwerkt.

## Achtergrond
Het spel kan op verschillende manieren worden uitgespeeld door een flexibel puntensysteem. Door nadat een spel is uitgespeeld weer opnieuw te beginnen, maar nu iets andere oplossingen te kiezen, kan een speler alle 800 punten verdienen.
Het spel werd oorspronkelijk uitgebracht met EGA-graphics. Later werden deze verbeterd met VGA-graphics en een digitale soundtrack.
Oorspronkelijk werd bij het spel een replica van Henry Jones’ dagboek uit de film bijgeleverd, waarin veel informatie te vinden was over Indy’s jeugd.

## Ontvangst
Het spel ontving goede kritieken. UK magazine C&VG gaf de PC-versie van het spel een score van 91%, en prees daarbij vooral de graphics en het geluid.

## Trivia
- Indiana Jones and the Last Crusade: The Graphic Adventure introduceerde de catchphrase "Hello, I'm selling these fine leather jackets," die later een running gag werd in veel spellen van LucasArts.

- Alle hakenkruisen moesten uit het spel worden verwijderd alvorens het op de Duitse markt mocht worden uitgebracht.